# Cronquistianthus
Cronquistianthus es un género de plantas perteneciente a la familia Asteraceae. Comprende 29 especies descritas y de estas, solo 25 aceptadas.  Es originario de Sudamérica.

## Descripción
Las plantas de este género sólo tienen disco (sin rayos florales) y los pétalos son de color blanco, ligeramente amarillento blanco, rosa o morado (nunca de un completo color amarillo).

## Taxonomía
El género fue descrito por R.M.King & H.Rob. y publicado en Phytologia 23(5): 410. 1972. La especie tipo es: Cronquistianthus niveus (Kunth) R.M. King & H. Rob. 

## Especies aceptadas
A continuación se brinda un listado de las especies del género Cronquistianthus aceptadas hasta junio de 2012, ordenadas alfabéticamente. Para cada una se indica el nombre binomial seguido del autor, abreviado según las convenciones y usos.
- Cronquistianthus bishopii R.M.King & H.Rob.
- Cronquistianthus bullifer (S.F. Blake) R.M. King & H. Rob.
- Cronquistianthus bulliferus (S.F.Blake) R.M.King & H.Rob.
- Cronquistianthus callacatensis (Hieron.) R.M.King & H.Rob.
- Cronquistianthus celendensis R.M.King & H.Rob.
- Cronquistianthus celendinensis R.M.King & H.Rob.
- Cronquistianthus chachapoyensis R.M.King & H.Rob.
- Cronquistianthus chamaedrifolius (Kunth) R.M.King & H.Rob.
- Cronquistianthus desmophyllus (B.L.Rob.) R.M.King & H.Rob.
- Cronquistianthus determinatus (B.L.Rob.) R.M.King & H.Rob.
- Cronquistianthus ferreyrii R.M.King & H.Rob.
- Cronquistianthus glomeratus (DC.) R.M.King & H.Rob.
- Cronquistianthus lavandulifolius (DC.) R.M.King & H.Rob.
- Cronquistianthus leucophyllus (Kunth) R.M.King & H.Rob.
- Cronquistianthus lopez-mirandae (Cabrera) R.M.King & H.Rob.
- Cronquistianthus loxensis R.M.King & H.Rob.
- Cronquistianthus macbridei R.M.King & H.Rob.
- Cronquistianthus marrubiifolius (Hieron.) R.M.King & H.Rob.
- Cronquistianthus niveus (Kunth) R.M.King & H.Rob.
- Cronquistianthus origanoides (Kunth) R.M.King & H.Rob.
- Cronquistianthus pseudoriganoides (Hieron.) R.M.King & H.Rob.
- Cronquistianthus rosei R.M.King & H.Rob.
- Cronquistianthus trianae R.M.King & H.Rob.
- Cronquistianthus urubambensis (B.L.Rob.) R.M.King & H.Rob.
- Cronquistianthus volkensii (Hieron.) R.M.King & H.Rob.